# José Riga
José Riga (Liegi, 30 luglio 1957) è un allenatore di calcio belga, commissario tecnico in seconda della nazionale Under-21 belga.

## Carriera
In collaborazione con Michel Bruyninckx, José Riga inventò e sviluppò un metodo di allenamento calcistico incentrato sulle funzionalità cerebrali, chiamato CogiTraining, ed uno strumento importante come il SenseBall, che, con il loro utilizzo sarebbero stati in grado di rendere qualsiasi giocatore ambidestro, oltre ovviamente ad altre migliorie nella tecnica di gioco.
Nel giugno 2012, va in Qatar per lavorare nell'Aspire Academy (centro d'allenamento), ma rassegna le sue dimissioni già agli inizi del 2013.
Nell'ottobre 2013, firma un contratto con il Milan ed entra a far parte dello staff tecnico delle squadre giovanili. Con Michel Bruyninckx, José Riga fu incaricato di sviluppare il concetto di allenamento per i giocatori, in particolare con il loro CogiTraining.
Ancora oggi, José Riga collabora con il team CogiTraining / SenseBall per migliorare il loro metodo di allenamento e poterlo sperimentare sulla prima squadra di una società professionistica.
Riga viene assunto dal Charlton Athletic l'11 marzo 2014 in qualità di manager, un giorno dopo le dimissioni del precedente allenatore, Chris Powell, che rescisse il contratto in quanto la società non condivideva i suoi progetti a lungo termine per la squadra. In quel periodo il Charlton è al fondo della Championship. Riga firma un contratto fino alla fine della stagione, l'obiettivo principale è di raggiungere la salvezza il prima possibile. Questa viene raggiunta il 29 aprile 2014 dopo la vittoria casalinga per 3-1 con il Watford.
Il 3 giugno 2014 viene riportato che Riga ha raggiunto un accordo per diventare il capo allenatore del Blackpool, e che avrebbe già iniziato a lavorare dalla settimana seguente. Nei giorni seguenti infatti, il Presidente del Blackpool Karl Oyston confermò che c'era già stato un accordo verbale sul posto. L'11 giugno viene ufficializzato che Riga sarà il nuovo allenatore del Blackpool. Tre settimane dopo però, i giornali dichiarano la panchina di Riga instabile e pronta per essere lasciata. Il club e Riga non commentano l'accaduto, ma al 30 giugno il Blackpool non ha ancora uno staff tecnico e solo sette giocatori sotto contratto. Per questo Riga dovrà ritardare l'inizio degli allenamenti e del pre-campionato.
Il 9 luglio Riga ha a disposizione otto giocatori e solo tre assistenti tecnici, che accettano di iniziare gli allenamenti anche se non avevano ancora firmato i propri contratti. Il 17 luglio, dopo esser stato cancellato un ritiro pre-campionato in Spagna per focalizzarsi sugli acquisti, il posto di Riga fu dichiarato di nuovo instabile dopo una discussione con Oyston sulla politica del mercato. Due giorni dopo il Blackpool gioca un'amichevole contro il Penrith, con cinque giocatori in prova, e due come sostituti, e con solo sei giocatori effettivamente sotto contratto, il resto della squadra è composto dai ragazzi delle giovanili. Alla sua entrata in campo, Riga viene accolto da una standing ovation da parte dei tifosi. Alla fine del match né Riga né i giocatori rilasceranno interviste. Avendo vinto solo una delle 15 partite disputate in campionato, Riga verrà licenziato il 27 Ottobre 2014, diventando il secondo allenatore meno longevo nella storia del club.
Il 2 febbraio 2015 Riga fa ritorno allo Standard Liegi, in Belgio, dove viene assunto come allenatore dopo la partenza di Ivan Vukomanović. Il primo incontro avviene il 6 febbraio 2015, scontro in campionato contro il Royal Mouscron-Péruwelz, che termina 3-0 per lo Standard. Alla fine della stagione Riga annuncia che non rinnoverà il contratto con lo Standard e al suo posto verrà ingaggiato Slavoljub Muslin, ufficializzato il 5 giugno 2015.
Il 14 gennaio 2016 è nominato allenatore del Charlton, club della seconda serie inglese, per la seconda volta in carriera. Dopo la retrocessione in terza divisione è sostituito da Russell Slade.
Tornato in patria, il 1º novembre 2016 diviene l'allenatore del Cercle Bruges, nella seconda divisione belga. Sarà esonerato nell'ottobre 2017.
Nel luglio 2018 è ingaggiato dai tunisini del Club Africain.

## Statistiche
Aggiornato al 18 Gennaio 2016
| Squadra           | Naz                    | Dal             | Al              | Risultati | Risultati | Risultati | Risultati | Risultati |
| Squadra           | Naz                    | Dal             | Al              | G         | V         | N         | P         | Vinte %   |
| ----------------- | ---------------------- | --------------- | --------------- | --------- | --------- | --------- | --------- | --------- |
| R.A.E.C. Mons     | Belgio (bandiera)      | 6 Giugno 2005   | 28 Gennaio 2008 | 92        | 35        | 22        | 35        | 38,04     |
| Standard Liegi    | Belgio (bandiera)      | 28 Giugno 2011  | 13 Maggio 2012  | 46        | 23        | 14        | 9         | 50,00     |
| Charlton Athletic | Inghilterra (bandiera) | 11 Marzo 2014   | 27 Maggio 2014  | 16        | 7         | 3         | 6         | 43,75     |
| Blackpool         | Inghilterra (bandiera) | 11 Giugno 2014  | 27 Ottobre 2014 | 15        | 1         | 3         | 11        | &6,67     |
| Standard Liegi    | Belgio (bandiera)      | 2 Febbraio 2015 | 5 Giugno 2015   | 15        | 7         | 2         | 6         | 46,67     |
| Metz              | Francia (bandiera)     | Giugno 2015     | Dicembre 2015   | 23        | 10        | 6         | 7         | 43,48     |
| Charlton Athletic | Inghilterra (bandiera) | Gennaio 2016    | Maggio 2016     | 1         | 0         | 0         | 1         | &0,00     |
| Totale            | Totale                 | Totale          | Totale          | 208       | 83        | 50        | 75        | 39,90     |

## Palmarès

### Allenatore

#### Competizioni nazionali
- Tweede klasse: 1

Mons: 2005-2006